# Anna Strumińska
Anna Strumińska (ur. 22 października 1941 w Grodnie zm. 16 maja 1990 w Pforzheim) – polska malarka.
W 1968 uzyskała dyplom z grafiki żurnalowej w Państwowej Wyższej Szkole Sztuk Plastycznych w Łodzi. Członek Związku Polskich Artystów Plastyków, stypendystka polskiego Ministra Kultury i Sztuki. Po studiach związana z Lublinem, od 1982 mieszkała i tworzyła w Niemczech. W latach 1984–1985 stypendystka niemieckiego Atelierhaus w Worpswede. Stworzyła około 200 obrazów olejnych, setki pasteli, akwareli, szkiców kredkami i rysunków piórkiem. Jej prace znajdują się m.in. w galeriach Lublina, Kazimierza Dolnego i Torunia, w Galerii Malarstwa Polskiego XX Wieku Muzeum Lubelskiego oraz w zbiorach prywatnych w kraju i za granicą, a także w muzeach w Lublinie, Kazimierzu Dolnym, Toruniu, w zbiorach Ministerstwa Kultury i Dziedzictwa Narodowego oraz w prywatnych kolekcjach w kraju i za granicą.

## Życiorys
Pierwsze lata życia spędziła z rodzicami w okupowanym Grodnie i Kaszubińcach, gdzie pracował jej ojciec - Henryk. Koniec wojny zastał Strumińskich w odkrytej węglarce pociągu repatriacyjnego na dworcu w Poznaniu. Stamtąd trafili do Lublina, gdzie przez kilka lat zajmowali ciasne mieszkanie w zapuszczonej kamienicy. Tam urodził się jej brat - Zygmunt (1948). Gdy w 1952 urodziła się siostra Maria, cała rodzina przeprowadziła się do pobliskiego Świdnika.

Jeszcze w dzieciństwie lekarze zdiagnozowali u Anny skoliozę. Źle leczone schorzenie stało się przyczyną ciężkiego, trwałego kalectwa przyszłej malarki.

W 1957 zmarła jej matka - Halina, druga żona ojca nie zaakceptowała kalekiej pasierbicy. W 1961 Strumińska wyjechała z rodzinnego domu na studia do Łodzi, gdzie uczyła się pod kierunkiem Stefana Wegnera i Stanisława Fijałkowskiego, przyjaciela i ucznia Władysława Strzemińskiego. Okres studiów Strumińskiej przedłużyły choroby i wielomiesięczne pobyty w szpitalach, jednak upór i potrzeba tworzenia zwyciężyły. W 1968 roku otrzymała dyplom z oceną bardzo dobrą.

Po studiach wróciła do domu i malowała w zaadaptowanej na pracownię piwnicy. Dopiero od 1974 Strumińska mogła tworzyć w nowej, przestronnej pracowni, jaką przyznano jej w Lublinie. Szybko stała się ona nie tylko miejscem pracy artystki, ale też spotkań ówczesnej lubelskiej bohemy. W tym okresie uczestniczyła w wielu plenerach malarskich i odbywała zagraniczne podróże (m.in.: do Szwecji gdzie wystawiano jej prace i Hiszpanii).

W 1982, na zaproszenie Senatu miasta Bremy, wyjechała do Niemiec na wernisaż wystawy swoich prac w tamtejszej „La petit galerie”. Entuzjastyczne przyjęcie jej twórczości w Niemczech sprawiło, że artystka postanowiła zostać za granicą. Wiele razy odwiedzała Polskę, ale nigdy nie wróciła na stałe. W 1984 otrzymała artystyczne stypendium prestiżowego Atelierhaus w Worpswede. Tam nawiązała wiele znajomości, m.in.: z niemieckim pisarzem Michaelem Zellerem. Intensywne życie artystyczne nie pozostało bez wpływu na zdrowie niepełnosprawnej artystki. Kiedy – osłabiona chorobą – nie mogła już malować, tworzyła rysunki i miniatury tuszem i pastelami. Zmarła w szpitalu Pforzheim. Urna z jej prochami spoczywa w rodzinnym grobowcu na cmentarzu przy ul. Lipowej w Lublinie.

## Twórczość
Główne założenia jej twórczości ukonstytuowały się już w okresie studiów, a potem były przez artystkę systematycznie rozwijane. Nie można dzieł Strumińskiej nazwać „czystą abstrakcją”, gdyż malowała z natury, wydaje się, że najbliższa jest jej „abstrakcja aluzyjna”. W jej dziełach można wyróżnić trzy sposoby budowania obrazu.
W pierwszym na całym płótnie zostaje naszkicowana linearna konstrukcja tworząca jakby szkielet obrazu. Na tak zorganizowaną kompozycję malarka nakłada płaską plamę barwną. Te plamy barwne są silnie ze sobą skontrastowane a miejsca największych kontrastów – tak konturu jak koloru – są tzw. kluczami kompozycyjnymi: najmocniej działającymi miejscami w obrazie. To wokół nich organizuje się cała malarska rzeczywistość. Światło i cień to także płaskie plamy koloru. Dzielą one obrazy na dwie wyraźnie od siebie odgraniczone części.
Drugi sposób to malarstwo wrażeniowe. Obrazy olejne malowane są tak laserunkowo, że przypominają akwarelę. Pozbawione konturu plamy zlewają się i przenikają nawzajem. W ten sposób malowane są przede wszystkim pejzaże. Perspektywa tych wrażeniowych obrazów jest odśrodkowa, otwarta, często ulatująca z jednego punktu na wszystkie strony. Kontrasty barwne są łagodniejsze niż w pierwszym sposobie.
Trzeci sposób malowania jest syntezą dwóch pierwszych. Strumińska często łączyła graficzne, linearne kompozycje z laserunkowo malowaną plamą barwną. W partiach światła rysowane na bieli wrażliwe linie raz zderzają się ze sobą tworząc zamknięcia kompozycji, innym razem wylatują poza obraz wprowadzając doń lot i dynamikę. Z kolei w partiach cienia obraz tworzą przenikające się nawzajem, malowane laserunkowo plamy brązów i czerni. Stosunki przestrzenne zostają tu ukazane przez nakładanie się na siebie płaskich form. To, co bliższe zasłania to, co dalsze. Przestrzeń w obrazach Strumińskiej zostaje spłaszczona, ale wzajemne oddziaływania załamujących się płaszczyzn i ulatujących wrażliwych linii tworzą jednak jakąś jej iluzję.
W jej malarstwie nastąpiło połączenie dwóch podstawowych wątków sztuki współczesnej: postimpresjonistycznego „ruchomego widzenia” skoncentrowanego na wrażeniu, jakie daje kolor w świetle, oraz kubistycznego rozumienia obrazu jako kompozycji form i linii, tworzących na płótnie pewien układ wraz z jego uproszczeniem i geometryzacją.
Potrafiła, ale nie chciała malować realistycznie, nie zależało jej na osiągnięciu iluzji głębi  w rozumieniu geometrii wykreślnej lecz o precyzyjną konstrukcję kształtów i barw na dwuwymiarowej płaszczyźnie. Jej obrazy rzadko posiadają fabularną treść, pełne są za to treści „poetyckiej”. Strumińska uważała, że wartości malarskie istnieją w dziele bez względu na jego temat.
W Polsce rozwój twórczości Strumińskiej przebiegał od małych, prawie monochromatycznych obrazów, gdzie płaskie powierzchnie doskonale się równoważyły, poprzez duże otwarte kompozycje, w których plama barwna kładziona na bieli została spięta wrażliwą, dynamiczną linią, aż do płócien z iluzoryczną głębią utworzoną przez zachodzące na siebie i przenikające się nawzajem laserunkowe brązy.
W Niemczech malarka kontynuowała wcześniejsze kierunki artystycznych poszukiwań. Na zdjęciach z pracowni w Worpswede koegzystują ze sobą oleje malowane wrażeniowo, laserunkowo z płótnami, na których mocne, płaskie formy są jakby wycięte z kolorowego papieru. Kolor był w jej malarstwie niezwykle istotny, to on miał budować napięcie w obrazie. Chciała do minimum skrócić sam akt tworzenia, zależało jej na „natychmiastowej kreacji”, maksymalnie szybkim przeniesieniu na płótno czy papier pierwszego wrażenia jakie wywarły na niej określone elementy rzeczywistości.

## Wystawy indywidualne
- 1968 – malarstwo – Łódź, PWSSP
- 1971 – malarstwo – Lublin, Salon Biura Wystaw Artystycznych
- 1971 – rysunek żurnalowy – Świdnik, Dom Kultury
- 1972 – malarstwo – Nałęczów, Pałac Małachowskich
- 1972 – malarstwo – Lublin, Salon Biura Wystaw Artystycznych
- 1973 – malarstwo i rysunek – Chełm
- 1974 – malarstwo – Zamość, Salon Biura Wystaw Artystycznych
- 1974 – malarstwo i rysunek – Lublin, Salon Biura Wystaw Artystycznych
- 1976 – malarstwo – Lublin, Salon „Plastyka”
- 1976 – malarstwo i rysunek – Lublin, Salon Biura Wystaw Artystycznych
- 1977 – malarstwo – Lublin, Galeria „Labirynt”
- 1978 – malarstwo – Lublin, Dom Kultury LSM
- 1978 – malarstwo – Lublin, Galeria KMPiK
- 1978 – malarstwo – Malmö (Szwecja), Galerie Andersz
- 1978 – malarstwo – Karlskoga (Szwecja), Kunstgården Torpskog
- 1979 – malarstwo – Lublin, Filharmonia Lubelska
- 1979 – malarstwo – Dęblin
- 1980 – malarstwo i rysunek – Warszawa, Galeria PAX (ul.Piękna)
- 1981 – malarstwo i rysunek – Lublin, Galeria PAX
- 1982 – malarstwo i rysunek – Warszawa, Maria-Teresa Zapiain (ul.Szpitalna)
- 1982 – malarstwo, rysunek, pastele – Bremen (Niemcy), La Petite Galerié
- 1983 – malarstwo i pastele – Varellbusch (Niemcy), Galerie L.K.
- 1983 – malarstwo – Preetz (Niemcy)
- 1984 – malarstwo i pastele – Worpshausen (Niemcy), Niels-Stensen Haus
- 1985 – malarstwo – Münster (Niemcy)
- 1985 – malarstwo i rysunek – Bremen (Niemcy), La Petite Galerié
- 1986 – malarstwo – Bremen (Niemcy), Galeria Ars Nova Villa Ichion
- 1987 – malarstwo – Baden-Baden (Niemcy), Galerie Cosa Nova
- 1988 – malarstwo i rysunek – Pforzheim (Niemcy), Galerie Wolf
- 1988 – malarstwo, pastele, kaligrafia – Maulbronn (Niemcy), Galerie am Klostertor
- 1988 – malarstwo – Karlsruhe (Niemcy), BBB Empore
- 1988 – malarstwo – Filderstadt (Niemcy)
- 1989 – malarstwo i pastele – Bühl (Niemcy), Galerie Jutta’s Schneckenkaus
- 1989 – malarstwo – Stuttgart (Niemcy)
- 1989 – malarstwo –  Fulda (Niemcy)
- 1989 – malarstwo – Norymberga (Niemcy), Theater im Altstadthof
- 2010 – Metafizyka koloru – malarstwo – Warszawa "Galeria -1" Centrum Olimpijskie (wernisaż 08.12.2010 do 09.01.2011)[1]

## Wystawy zbiorowe
- 1969 – malarstwo – Rzeszów, „Malarstwo Młodych”
- 1972 – malarstwo – Rzeszów, „Jesienne konfrontacje”
- 1972 – malarstwo – Toruń, „Kopernik – kosmos”
- 1973 – malarstwo – Opole, „Wiosna opolska”
- 1973 – malarstwo – Koszalin, Wystawa Plastyków Lubelskich
- 1973 – malarstwo – Lublin, „Wystawa czterech województw”
- 1973 – malarstwo – Bielsko-Biała, „Bielska Jesień”
- 1974 – malarstwo – Warszawa, „Panorama Warszawska”
- 1975 – malarstwo – Lublin-Majdanek, Wystawa „Przeciw wojnie”
- 1975 – malarstwo – Poznań, Wystawa pokonkursowa im. Spychalskiego
- 1976 – malarstwo – Debreczyn (Węgry), Wystawa Malarzy Lubelskich
- 1977 – malarstwo – Bielsko-Biała, „Bielska Jesień”
- 1977 – malarstwo – Wrocław, „Tematy Muzyczne w Malarstwie”
- 1977 – malarstwo – Sandomierz, Wystawa Malarstwa
- 1979 – malarstwo – Lublin, Wystawa „Przeciw wojnie”
- 1979 – malarstwo – Warszawa, Wystawa Malarstwa „Dziecko”
- 1980 – malarstwo – Lublin, Wystawa Malarstwa „Lubelskie Zagłębie Węglowe”
- 1980 – malarstwo – Lublin, Wystawa projektów ubioru
- 1982 – malarstwo – Lublin, Muzeum Diecezjalne, Wystawa Sztuki Sakralnej
- 1985 – malarstwo – Worpswede (Niemcy), Wystawa „Atelierhaus”
- 1985 – malarstwo – Bremen (Niemcy), Wystawa malarstwa
- 1988 – malarstwo i pastele – Plattenhard (Niemcy), Dom St. Vinzenz
- 1991 – malarstwo – Warszawa, Zachęta – wystawa „Jesteśmy”
- 1996 – malarstwo – Lublin, Muzeum Zamek Lublin, wystawa 60 lat ZPAP
- 2008 – malarstwo – Lublin, Wystawa jubileuszowa 50 lat Galerii ART ZPAP
- 2009 – malarstwo – Lublin

## Udział w wystawach okręgowych ZPAP, plenerach międzynarodowych (Węgry) i ogólnopolskich
- "Kazimierz" Kazimierzu Dolnym nad Wisłą
- "Roztocze"  Zamość
- "Metafora", "Kosmos" Kluczkowice
- "Konie"  Białka
- Nałęczów
- Brok nad Bugiem
- wystawy poplenerowe.